# Hans Ruoß
Hans Ruoß (* 12. April 1942; † 22. Oktober 2024) war ein deutscher Ingenieur, Hochschullehrer und Fachbuchautor.

## Leben
Nach einer Ausbildung zum Werkzeugmacher bei der Firma Eberspächer und dem Besuch der Technischen Oberschule Stuttgart mit bestandener Hochschulreifeprüfung studierte Hans Ruoß ab dem Wintersemester 1962/63 Maschinenbau an der Technischen Hochschule Stuttgart. Nach dem Vordiplom wurde er Stipendiat der Studienstiftung des deutschen Volkes. Das Studium schloss er 1967 als Diplomingenieur ab. Es folgte bis 1972 eine Assistentenzeit am Lehrstuhl für Festigkeitslehre und Werkstoffprüfung der Universität Stuttgart. Im Jahr 1971 promovierte er mit der Bewertung summa cum laude zum Doktoringenieur. Das Thema seiner Arbeit lautete Spannungs- und Verformungszustand gekerbter Flachstäbe bei elastischer und überelastischer Beanspruchung. Im Sommersemester 1971 übernahm Hans Ruoß einen Lehrauftrag an der Staatlichen Ingenieurschule Aalen für die Fächer Festigkeitslehre und Schweißtechnik.
Zum Sommersemester 1972 wurde Hans Ruoß als Professor an die Fachhochschule für Technik Esslingen berufen. Seine Fachgebiete waren Technische Mechanik, Festigkeitslehre, Werkstoffprüfung, EDV und Technisches Design. Viele Jahre bot er als nebenberuflichen Unterricht zusätzlich einen Vorbereitungskurs Mathematik an. Von 1985 bis 2000 übernahm er die Leitung des Labors für Werkstoff- und Festigkeitsprüfung. Neben seinen Lehraufgaben engagierte sich Hans Ruoß von 1988 bis 1990 beim Aufbau des Studienganges Maschinenbau – Fertigungssysteme am neu gegründeten Hochschulstandort Göppingen. Von 1996 bis 2000 war Hans Ruoß der erste Dekan der neuen Fakultät Maschinenbau, die aus der Fusion der früheren Fachbereiche Maschinenbau – Energietechnik, Maschinenbau – Produktionstechnik und Maschinenbau – Fertigungssysteme entstand. Hans Ruoß war von 2000 bis 2003 stellvertretender Vorsitzender des ersten Hochschulrats der Fachhochschule für Technik Esslingen sowie Stipendien- und Auslandsbeauftragter. 2007 wurde er emeritiert.
Zahlreichen Studierenden ist er durch das Lehrbuch Festigkeitslehre – Grundlagen bekannt, das er zusammen mit Lothar Issler und Peter Häfele verfasste. In der Vorbereitung der Feierlichkeiten zum 100. Geburtstag der Fakultät Maschinenbau am Standort Esslingen im Jahr 2014 veröffentlichte er zusammen mit Helmut Hammer die Festschrift Wie die Maschinenbauschule von Stuttgart nach Esslingen kam – Aufzeichnungen von Frieda Jakob sowie 2018 einen Rückblick auf die ersten 50 Jahre der Hochschule Esslingen – Start, Reform, Selbständigkeit, Ortswechsel, Krieg.

## Veröffentlichungen (Auswahl)
- Hans Ruoß: Spannungs- und Verformungszustand gekerbter Flachstäbe bei elastischer und überelastischer Beanspruchung. Universität Stuttgart, 1971.
- Lothar Issler, Hans Ruoß, Peter Häfele: Festigkeitslehre – Grundlagen. Springer-Verlag, Berlin 1995, ISBN 978-3-662-11739-2.
- Lothar Issler, Hans Ruoß, Peter Häfele: Festigkeitslehre – Grundlagen. 2. Auflage. Springer-Verlag, Berlin 1997, ISBN 978-3-540-40705-8.
- Helmut Hammer, Hans Ruoß: Wie die Maschinenbauschule von Stuttgart nach Esslingen kam – Aufzeichnungen von Frieda Jacob. 100 Jahre Standort Esslingen, 1914–2014. Hochschule Esslingen, Fakultät Maschinenbau (Hrsg.), Esslingen 2014, ISBN 978-3-933871-07-7.
- Helmut Hammer, Hans Ruoß: Rückblick auf die ersten 50 Jahre der Hochschule Esslingen – Start, Reform, Selbständigkeit, Ortswechsel, Krieg. Hochschule Esslingen, 2018.